# Mac Grealy
Maconal Grealy (Toowoomba, Australia, 6 de marzo de 2002), más conocido como Mac Grealy, es un jugador profesional australiano de rugby que se desempeña en la posición de fullback en Queensland Reds, equipo perteneciente a la liga Súper Rugby.

## Carrera
En 2019, Grealy se unió al equipo Queensland Reds, donde lleva jugando cuatro temporadas. En octubre de 2020, fue elegido como el mejor jugador sub-20 del año.